# Joseph Mignolet
Pour les articles homonymes, voir Mignolet.
Joseph Guillaume Jean Mignolet, né le 2 juin 1893 à Liège, en Belgique, et décédé dans la même ville le 29 décembre 1973, est un écrivain wallon devenu homme politique rexiste.

## Biographie
Philologue de formation, il est élu et occupe le siège de sénateur de l'arrondissement de Liège de 1936 à 1944.
Il est inhumé au Cimetière de Sainte-Walburge à Liège.
En 1964, il écrit un roman historique en wallon qui, réadapté en wallon unifié, sera publié une première fois à titre posthume sur internet en 2022.